# Cel
|  | Aquest article tracta sobre el cel físic; per al concepte religiós i espiritual, vegeu l'article Cel (religió). |

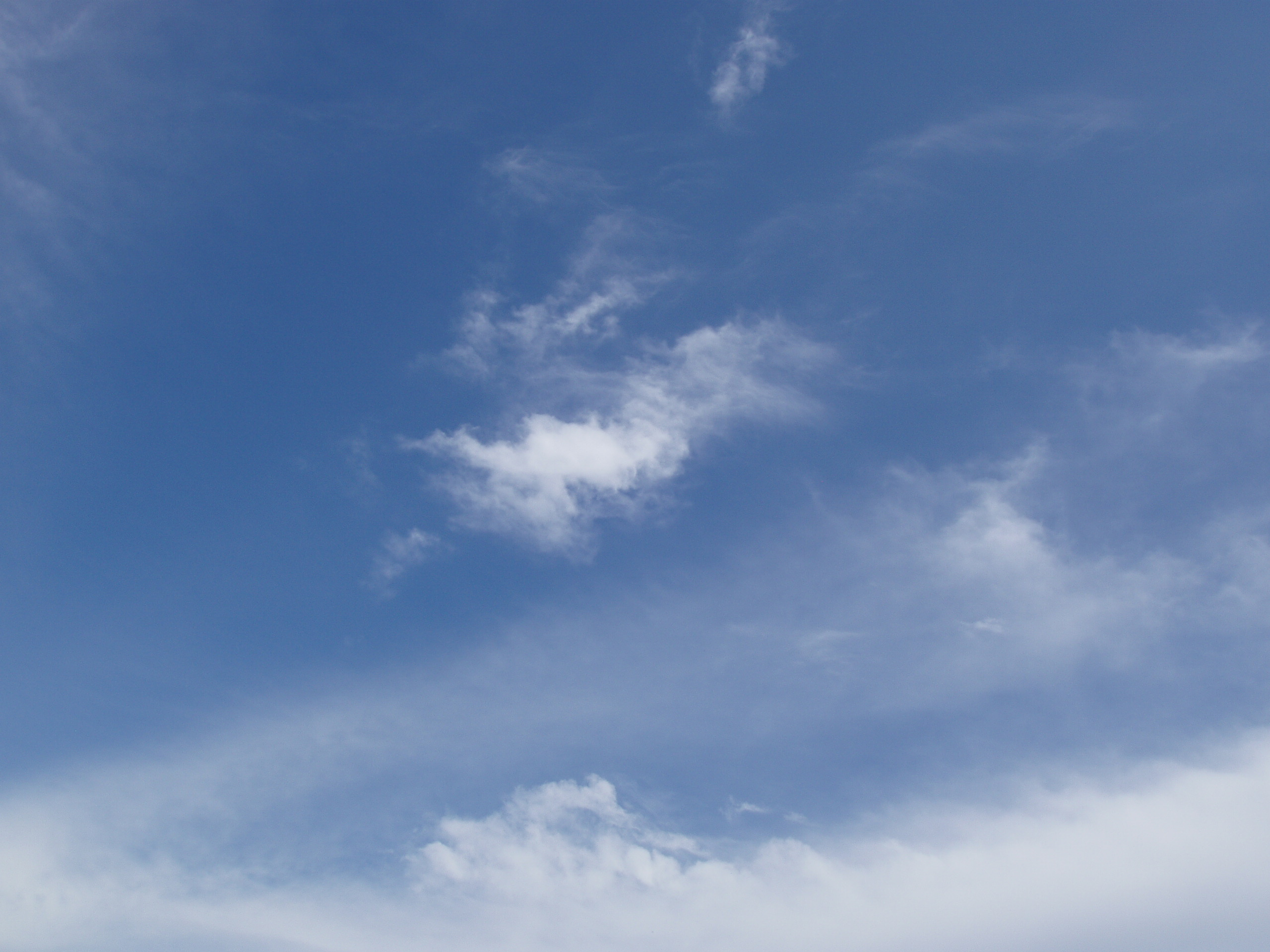
El cel de dia

El cel és l'espai visible des de la Terra quan es mira en direcció oposada a aquesta. El zenit és el punt del cel que es correspon amb la vertical del lloc, i el seu oposat s'anomena nadir.
En astronomia cel és sinònim d'esfera celestial: una volta imaginària sobre la qual es distribueixen el Sol, els estels, els planetes i la Lluna. L'esfera celestial es divideix en regions denominades constel·lacions.
En meteorologia el terme cel fa referència a la zona gasosa més densa de l'atmosfera d'un planeta.
El color del cel és el resultat de la radiació difusa, interacció de la llum solar amb l'atmosfera. En un dia solejat el cel del nostre planeta es veu generalment blau clar. El color varia entre el taronja i el vermell durant l'alba i el capvespre. Quan arriba la nit el color passa a ser blau molt fosc, quasi negre.

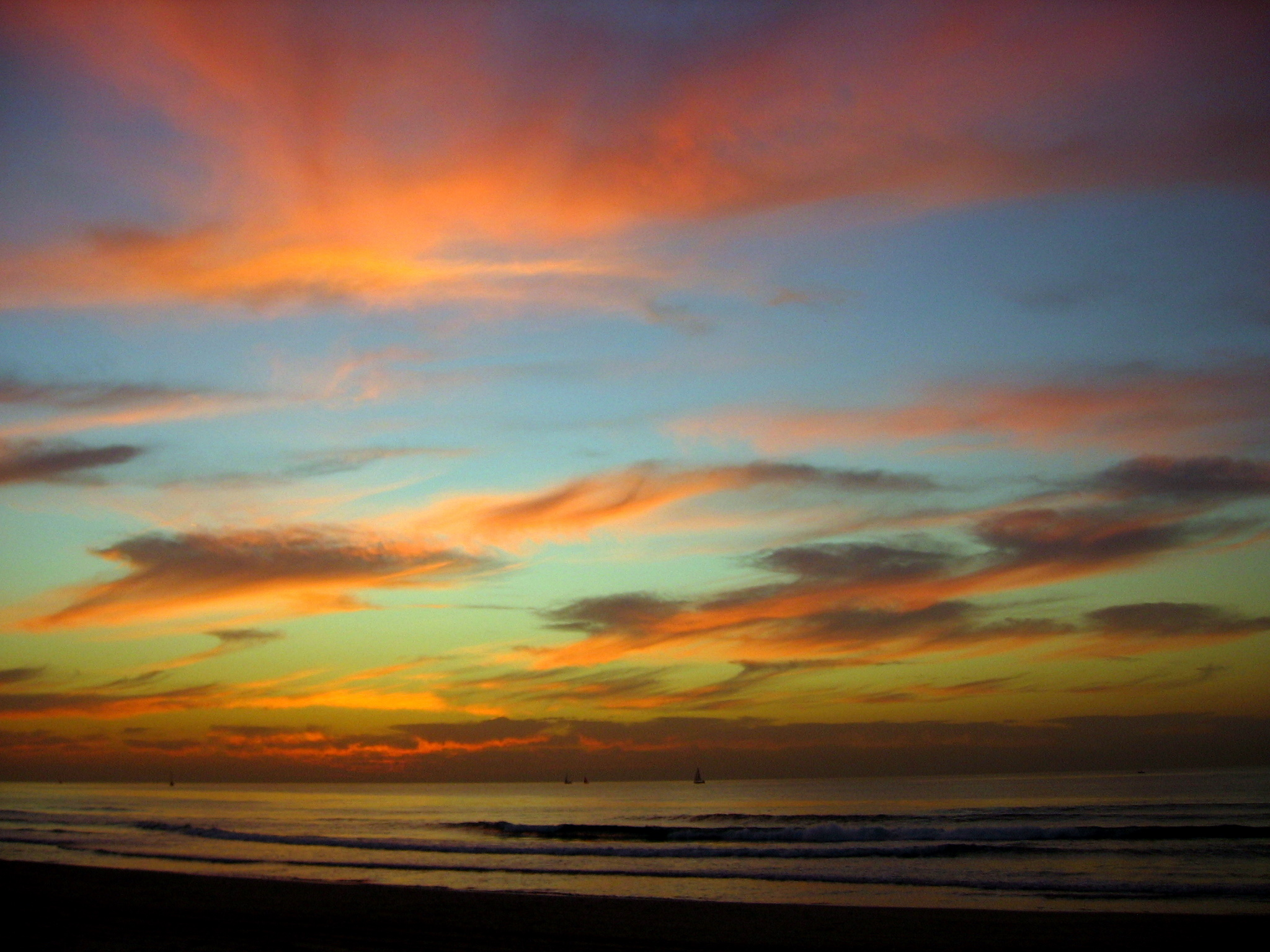
El cel a l'alba

Durant el dia el sol es pot veure al cel, a menys que estigui ocult pels núvols. Durant la nit (i en cert grau durant el dia) la Lluna, els estels i, a vegades, alguns planetes veïns són visibles al cel.
Alguns dels fenòmens naturals vistos al cel són els núvols, l'arc de Sant Martí i l'aurora. El llamp es pot veure al cel durant les tempestes elèctriques. Com a resultat d'activitats humanes, la boira es veu sovint sobre grans ciutats durant les primeres hores del matí.

## Història de l'observació del cel
Al llarg de la història l'home ha mirat al cel i ha buscat una relació entre totes les seves particularitats. Un primer enfocament de la disciplina astronòmica va abordar por el costat pràctic observant l'esfera celeste.
Les cultures primitives identificaven els objectes celestials amb els déus i els éssers espirituals. En l'Antiguitat la civilització mesopotàmica van dividir l'esfera celeste en constel·lacions, i van anomenar constel·lacions zodiacals les 12 que marquen el moviment anual del Sol en el cel. Els antics grecs van fer importants contribucions a l'astronomia. Segons Aristòtil i Plató, l'univers era finit i esfèric. El primer ja presenta les observacions i especulacions sobre l'origen dels fenòmens atmosfèrics i celestes. Teofrast, deixeble seu va publicar un text centrat a la previsió del temps sobre la base de les observacions dels fenòmens meteorològics. Posteriorment se succeeixen diferents progressos al camp meteorològic amb el desenvolupament d'instruments més segurs. Galileu construeix un termòmetre el 1607, seguit de la invenció del baròmetre per Evangelista Torricelli el 1643. La primera acció sobre la dependència de la pressió atmosfèrica en funció de l'alçada la fa Blaise Pascal i René Descartes. Amb la revolució copernicana que va començar l'any 1543 es va acabar la vinculació de l'astrologia i l'astronomia que tant suport econòmic i social havia rebut per part de l'Església cristiana, des del segle XII fins a la Il·lustració.
L'anemòmetre per a la mesura de la velocitat del vent el construeix el 1667 Robert Hooke, mentre que Horaci de Saussure incorpora el 1780 amb l'higròmetre de cabell, que mesura la humitat. Benjamin Franklin va investigar la dependència del volum de gasos sobre la pressió, que conduiria a la termodinàmica, i va ser el primer americà a registrar de manera detallada la condició del temps diàriament, i dels primers a efectuar previsions meteorològiques. George Hadley, va donar una correcta explicació general de la circulació atmosfèrica global. Ja al segle xix Luke Howard i Francis Beaufort introdueixen el seu sistema de classificació de núvols, de 1802 i de la força del vent, de 1806.
A Catalunya, Eduard Fontseré va ser un meteoròleg que va contribuir a la consolidació d'aquesta ciència al nostre país. Un dels seus assaigs "El Cel de Catalunya",llegit a l'Ateneu Barcelonès el 1935 és considerat com un text clau per la ciència meteorològica catalana.

## Colors

### Durant el dia
Durant el dia el cel és normalment de color blau, això és degut a la desviació dels raigs de longitud d'ona curta, com el blau i el violeta, i perquè les molècules d'aire dispersen longituds d'ona més curtes de la llum solar més que les més llargues (llum més vermella). El cel nocturn sembla ser una superfície o regió majoritàriament fosca amb estels. El Sol i, de vegades, la Lluna són visibles al cel durant el dia, tret que estiguin enfosquits pels núvols. A la nit, la Lluna, els planetes i les estrelles són igualment visibles al cel.
L'ull humà és més sensible al blau que el violeta, a més a més la llum solar compta amb més blau. Això fa que el cel no sigui lila, que té longitud més curta. la part que envolta el Sol, té un color groc vermellós, que és degut a la desviació dels raigs de longitud d'ona llarga. La del groc i el vermell és molt petita, per la qual cosa aquests arriben quasi en línia recta des del Sol.

### Posta de sol
Plantilla:Ap
Durant la posta de sol la llum del sol arriba de manera tangent a la superfície de la Terra, per tant recorre molt més aire, fet que provoca que els raigs grocs siguin difuminats, només els raigs vermells arriben directament del Sol, això provoca que vegem el cel ataronjat o groguenc i el Sol pràcticament vermell. També influeix la pols i les partícules que floten en l'aire, factor que augmenta significativament quan hi ha altes pressions.
La lluentor i el color del cel varien molt al llarg d'un dia, i la causa principal d'aquestes propietats també difereix. Quan el Sol està molt per sobre de l'horitzó, la dispersió directa de la llum solar (dispersió de Rayleigh) és la font de llum aclaparadorament dominant. No obstant això, durant el crepuscle, el període entre la posta de sol i la nit o entre la nit i l'alba, la situació és més complexa.
Les llampades i els raigs verds són fenòmens òptics que es produeixen poc després de la posta de sol o abans de l'alba, quan un punt verd és visible per sobre del Sol, normalment durant no més d'un o dos segons, o pot assemblar-se a un raig verd que surt disparat des del punt de la posta de sol. Els centelleigs verds són un grup de fenòmens que obeeixen a diferents causes, la majoria es produeixen quan hi ha una inversió de temperatura (quan la temperatura augmenta amb l'altitud en lloc de la disminució normal de la temperatura amb l'altitud). Els centelleigs verds poden observar-se des de qualsevol altitud (fins i tot des d'un avió). Solen veure's per sobre d'un horitzó sense obstacles, com ara sobre l'oceà, però també es veuen per sobre dels núvols i les muntanyes. Els centelleigs verds també es poden observar a l'horitzó en associació amb la Lluna i els planetes brillants, inclosos Venus i Júpiter.
L'ombra de la Terra és la que projecta el planeta a través de la seva atmosfera i cap a l'espai exterior. Aquest fenomen atmosfèric és visible durant el crepuscle civil (després de la posta del sol i abans de la sortida). Quan les condicions meteorològiques i el lloc d'observació permeten una visió clara de l'horitzó, la franja de l‟ombra apareix com una banda fosca o blavosa apagada just per sobre de l'horitzó, a la part baixa del cel oposada a la direcció del Sol (ponent o naixent). Un fenomen relacionat és el Cinturó de Venus (o arc anticrepuscular), una banda rosada que és visible per sobre de la banda blavosa de l'ombra de la Terra a la mateixa part del cel. Cap línia definida no divideix l'ombra de la Terra i el Cinturó de Venus; una banda de color s'esvaeix a l'altra al cel.
El crepuscle es divideix en tres etapes segons la profunditat del Sol sota l'horitzó, mesurada en segments de 6°. Després de la posta de sol, es produeix el crepuscle civil, que finalitza quan el Sol baixa més de 6° per sota de l'horitzó. El segueix el crepuscle nàutic, quan el Sol està entre 6° i 12° per sota de l'horitzó (profunditat entre -6° i -12°), després del qual ve el crepuscle astronòmic, definit com el període entre -12° i -18°. Quan el Sol baixa més de 18° per sota de l'horitzó, el cel sol assolir la seva brillantor mínima.
Es poden identificar diverses fonts com a origen de la brillantor intrínseca del cel, és a dir, la resplendor de l'aire, la dispersió indirecta de la llum solar, la dispersió de la llum de les estrelles i la contaminació lumínica artificial.

### Nit
De nit es veu el cel extremadament fosc, es podria dir, fins i tot, negre. Aquest fenomen és a causa del fet que no arriba un número molt lleu de llum, només reflectida per la Lluna i les estrelles, que no arriben a il·luminar la superfície terrestre.

### Altres casos
Els núvols que es formen de grans partícules incolores, reben llum i la reflecteixen sense canviar de color, per això, veiem els núvols blancs Això és un exemple de la difusió de Mie.Si aquesta succeís de forma exagerada, la llum no seria reflectida sinó absorbida, y el blanc passaria a una escala de grisos a negre, depenent de l'amplitud del núvol.